# Pierre Girardot
 (janvier 2025).
Pour les articles homonymes, voir Girardot.
Pierre Girardot (né le 20 novembre 1913 à Laragne-Montéglin, Hautes-Alpes et mort le 3 janvier 2001  à Digne-les-Bains, Alpes-de-Haute-Provence) est un homme politique français, militant du PCF.

## Biographie
Né dans une famille ouvrière, engagée à gauche, Pierre Girardot est lui-même ouvrier agricole, dans la région de Gréoux-les-Bains, dès l'âge de quinze ans.
Il s'engage dans l'action militante très tôt. Responsable du rayon communiste de la Durance en 1934, engagé dans les jeunesses communistes, il est très actif dans la campagne du Front populaire dans les Basses-Alpes.
Pendant la guerre, il est arrêté le 11 novembre 1940 et incarcéré, pour ses activités politiques, jusqu'en avril 1942, quand il parvient à s'évader et rejoint la résistance.
Responsable des FTP, il reçoit plusieurs décorations à la Libération (notamment la croix de guerre).
Secrétaire de la fédération communiste des Basses-Alpes de 1946 à 1963, il siégera dans les instances départementales du parti jusqu'en 1983.
Tête de liste communiste pour l'élection de la constituante de 1945, il obtient 31,6 % des voix : il est élu député, et réélu l'année suivante à la deuxième constituante.
En octobre 1946, il est élu à l'Assemblée nationale, avec 34,3 % des voix. En 1951, bien qu'obtenant 31 % des voix, il ne retrouve pas son siège, du fait de l'apparentement entre les listes socialistes, radicales et MRP. Mais, en 1956, la multiplication des listes lui permet, avec 28 % des voix, de retrouver son siège. Pendant cette période, son activité parlementaire est essentiellement centrée sur les intérêts de son département, d'une part, et les affaires militaires d'autre part.
Battu au scrutin majoritaire en 1958, il se consacre à son mandat de maire de Sainte-Tulle, acquis en 1953 et qu'il occupe jusqu'en 1983. En 1970, il est élu conseiller général des Basses-Alpes, dans le canton de Manosque, mandat qu'il conserve jusqu'en 1982, puis fait son retour à l'Assemblée nationale en 1978, pour un dernier mandat.

## Mandats
- 1945-1951 : député des Basses-Alpes
- 1956-1958 : député des Basses-Alpes
- 1978-1981 : député des Alpes-de-Haute-Provence
- 1953-1978 : maire de Sainte-Tulle
- 1970-1988 : conseiller général des Alpes-de-Haute-Provence